# Anneliese Probst (Fußballspielerin)
Anneliese Probst ist eine ehemalige deutsche Fußballspielerin, die dem FC Bayern München von 1971 bis 1982 angehörte und mit ihm 1976 Deutscher Meister wurde, ohne im Finalspiel eingesetzt worden zu sein.

## Karriere

### Beginn
Aus der durch den BFV organisierten 1. Damenmeisterschaft, ging Probst mit ihrer Mannschaft zunächst als Meister der Runde Großraum-München mit 28:0 Punkten und 114:2 Toren hervor, anschließend als Oberbayerischer Meister, da das Finale am 6. November 1971 auf dem Platz des BC Aichach vor 1200 Zuschauern mit 7:0 gegen den FC Ehekirchen gewonnen wurde.
Die Meistermannschaft: Rosemarie Schneider – Maria Resch, Christa Dorfmeister, Monika Schmidt, Heidemarie Kasimir – Anneliese Probst, Christl Süss, Olga Schütz – ? Wintermeier, Edda Haller, Gertrud Langer
Das Spieljahr 1971 wurde mit 32 Siegen, 1 Remis, 1 Niederlage und einem Torverhältnis von 251:13 abgeschlossen.
Mit dem am 11. November 1972 mit 4:2 gegen die SpVgg Landshut gewonnenen Spiel im Olympiastadion München – vor der Bundesliga-Begegnung FC Bayern München – Hannover 96 (7:2) – gewann sie mit ihrer Mannschaft – nunmehr unter Trainer Fritz Bank – die erste ausgetragene Bayerische Meisterschaft, der noch 18 nacheinander folgen sollten.
Die Meistermannschaft: Rosemarie Schneider – Inka Stangl, Christa Dorfmeister, Heidemarie Kasimir, Anneliese Probst – Christl Süss, Monika Schmidt, Olga Schütz – Bärbel Zeug, Cornelia Doll, Gertrud Langer

### Fortsetzung und Deutsche Meisterschaft
Im Finale um den Goldpokal – ein ohne die Zustimmung des DFB organisiertes Turnier der Landesverbandsmeister um die Deutsche Meisterschaft, und daher inoffiziell – unterlag der FC Bayern München dem TuS Wörrstadt am 29. September 1973 in Rüsselsheim mit 1:3.
Bei der ersten vom DFB ausgerichteten Meisterschaft im Frauenfußball scheiterte ihre Mannschaft 1974 bereits in der Vorrunde. Diese wurde 1975 – nach Siegen über den FC Hellas Marpingen und den VfL Schorndorf – erfolgreich abgeschlossen und mit dem 2:1-Halbfinalsieg über Tennis Borussia Berlin das Finale erreicht. Am 15. Juni 1975 unterlag ihre Mannschaft im Sportpark des Bonner Stadtteils Pennenfeld im Stadtbezirk Bad Godesberg der Mannschaft des Bonner SC mit 2:4; dabei kam sie jedoch nicht zum Einsatz.
Am 20. Juni 1976 war ihre Mannschaft erfolgreich. Im Siegener Leimbachstadion wurde Tennis Borussia Berlin mit 4:2 nach Verlängerung bezwungen, nachdem es am Ende der regulären Spielzeit von 60 Minuten 2:2 gestanden hatte; auch in diesem Finalspiel wurde sie nicht eingesetzt.
Im Hinspiel des Finales um die Deutsche Meisterschaft, das am 17. Juni 1979 im Städtischen Stadion an der Grünwalder Straße ausgetragen wurde, kam sie bei der 2:3-Niederlage gegen die SSG 09 Bergisch Gladbach zur zweiten Halbzeit für Rosi Lipp zum Einsatz; nicht jedoch im Rückspiel am 24. Juni 1979 im  Stadion An der Paffrather Straße bei der 0:1-Niederlage.
Gegen die SSG 09 Bergisch Gladbach erreichte sie mit dem FC Bayern München auch drei Jahre später ihr viertes Finale. Im Spiel am 17. Juni 1982 an selber Stätte, in dem sie in der 36. Minute für Christine Paul eingewechselt wurde, blieb sie mit ihrer Mannschaft bei der 0:6-Niederlage gegen den amtierenden Deutschen Meister chancenlos.

## Erfolge
- Deutscher Meister 1976 (ohne Einsatz)
- Zweiter der Deutschen Meisterschaft 1975 (ohne Einsatz), 1979, 1982
- Bayerischer Meister 1972–1982
- Oberbayerischer Meister 1971